# Urgleptes facetus
Urgleptes facetus es una especie de escarabajo longicornio del género Urgleptes, tribu Acanthocinini, subfamilia Lamiinae. Fue descrita científicamente por Say en 1827.
La especie se mantiene activa durante los meses de mayo, junio, julio, agosto, septiembre y octubre.

## Descripción
Mide 3,2-4,2 milímetros de longitud.

## Distribución
Se distribuye por Canadá y Estados Unidos.